# Egestria griseolineata
Egestria griseolineata là một loài bọ cánh cứng trong họ Anthicidae. Loài này được Fairmaire miêu tả khoa học năm 1879.